# Kontrawersja (album)
Kontrawersja – debiutancka płyta kaliskiego rapera Gorzkiego.

## Lista utworów
| #  | Tytuł                | Długość | Gościnnie                                   | Producent/Sample/Inne uwagi             |
| -- | -------------------- | ------- | ------------------------------------------- | --------------------------------------- |
| 1  | "Bounce"             | 3:58    | Damian, Trish                               | - Produkcja: Porcu, St0ne               |
| 2  | "Duże Miasto"        | 4:04    | Stanisław Soyka, Craig G, Teka, Jerome XL   | - Produkcja: A. Cartier                 |
| 3  | "Ja Robię Rap!"      | 2:26    |                                             | - Produkcja: BRZ/Warstars               |
| 4  | "Zwycięstwo"         | 3:00    | Stanisław Soyka, Bizarre (D12)              | - Produkcja: DJ Joker                   |
| 5  | "Stop Rasizmus!"     | 4:23    | FRM                                         | - Produkcja: J. Plassard                |
| 6  | "Jak?"               | 2:52    |                                             | - Produkcja: Żółty                      |
| 7  | "W Głębinach Duszy"  | 3:17    | Kardesch, Maleek                            | - Produkcja: Mohamed-K                  |
| 8  | "Step Back"          | 3:26    | Jerome XL, JT the Bigga Figga               | - Produkcja: Jerome XL                  |
| 9  | "Melanże"            | 3:24    |                                             | - Produkcja: Ansane                     |
| 10 | "Miłości Czas"       | 3:24    | Kardesch, Michalskie                        | - Produkcja: Mohamed-K                  |
| 11 | "Blink-Blink"        | 3:22    |                                             | - Produkcja: Andruss (Grupa Operacyjna) |
| 12 | "Każdy Rodzi Się..." | 4:08    | Shaka Amazulu The 7th, Beretta 9 (Killarmy) | - Produkcja: DJ Kadet                   |
| 13 | "Diss"               | 3:56    | Makeba Mooncycle, Chang                     | - Produkcja: Teka                       |
| 14 | "Wrestling"          | 3:16    |                                             | - Produkcja: Ekolsa                     |
| 15 | "Anakonda"           | 1:21    |                                             | - Produkcja: Get Large                  |
| 16 | "Suka"               | 2:50    | BRZ, Unknown Prophets                       | - Produkcja: Dub L, BRZ                 |
| 17 | "Piekielne Wersy"    | 3:21    | Mr. Complex, Akil (Jurassic 5)              | - Produkcja: Jakub Żak                  |

## Suplement
Wydany został również suplement do tego albumu w postaci nielegalnej płyty, dostępne do ściągnięcia za darmo z internetu dla osób, które zakupiły oryginalny krążek.
| #  | Tytuł                | Długość | Gościnnie                                             | Uwagi |
| -- | -------------------- | ------- | ----------------------------------------------------- | --- |
| 1  | "Forsa"              | 3:47    | Marcin Radomski                                       | - Produkcja: Sonic Trip |
| 2  | "Bounce"             | 3:49    | Gosia Andrzejewicz, Damian                            | - Produkcja: St0ne - Jest to pierwotna wersja utworu, w oficjalnej wersji Gosię Andrzejewicz zastąpiła Trish                                                                        |
| 3  | "Szlachta"           | 3:15    | WWRD                                                  | - Produkcja: Ansane |
| 4  | "Panegiryk"          | 1:25    |                                                       | - Produkcja: WM Beats |
| 5  | "Satisfaction Skit"  | 0:55    |                                                       | |
| 6  | "Każdy Rodzi Się..." | 3:57    | Shaka Amazulu The 7th, Beretta 9 (Killarmy)           | - Produkcja: WDK - Jest to pierwotna wersja utworu, w oficjalnej wersji zmieniono podkład muzyczny                                                                                  |
| 7  | "Fury"               | 3:26    |                                                       | - Produkcja: Ansane |
| 8  | "WOW!"               | 3:24    | Elita Kaliska                                         | - Produkcja: Sonic Trip |
| 9  | "Skit - Bit Dau"     | 2:42    | WWRD                                                  | |
| 10 | "Zawiść"             | 2:59    | Jerome XL                                             | - Produkcja: Jerome XL - Jest to pierwotna wersja utworu "Step Back", w oficjalnej wersji dograno zwrotkę JT Bigga Figga                                                            |
| 11 | "Powrót"             | 1:10    |                                                       | - Produkcja: Decybel |
| 12 | "Legenda"            | 2:02    |                                                       | - Produkcja: Ansane |
| 13 | "Gwiazdy"            | 2:05    | WWRD                                                  | - Produkcja: Ansane |
| 14 | "Duże Miasto"        | 3:30    | Stanisław Soyka, Craig G                              | - Produkcja: A. Cartier - Jest to pierwotna wersja utworu, w oficjalnej wersji zmieniono zwrotki Gorzkiego oraz dograno zwrotki Teki i Jerome XL                                    |
| 15 | "Alko"               | 3:55    |                                                       | - Produkcja: Tramp Baby |
| 16 | "Diss"               | 1:17    | Ras Kass                                              | - Produkcja: Teka - Jest to pierwotna wersja utworu, w oficjalnej wersji dograno zwrotki Makeby Mooncycle oraz Changa. Usunięto natomiast zwrotkę Ras Kassa                         |
| 17 | "Piekło"             | 3:46    | Mr. Complex, Grand Agent, Donald D, Akil (Jurassic 5) | - Produkcja: Grupa Operacyjna - Jest to pierwotna wersja utworu "Piekielne wersy", w oficjalnej wersji zmieniono podkład muzyczny oraz usunięto zwrotki Grand Agenta oraz Donalda D |
| 18 | "3D"                 | 2:49    |                                                       | - Produkcja: Łysy |
| 19 | "Alko (Club Remix)"  | 3:34    |                                                       | - Produkcja: DJ Ozi |
| 20 | "Się Lansuj"         | 2:46    | Kali                                                  | |
| 21 | "Shawty"             | 2:14    | Akon, Early Ray, Uncle Jon                            | - Produkcja: DJ King Assassin |
| 22 | "Alko 2"             | 2:27    |                                                       | |
| 23 | "2005"               | 1:53    | WWRD                                                  | |
| 24 | "Melanże"            | 4:11    | WWRD                                                  | - Jest to wersja oryginalna utworu |